# Acalypha australis
Acalypha australis es una especie de planta herbácea perteneciente a la familia Euphorbiaceae, originaria del este de Asia.

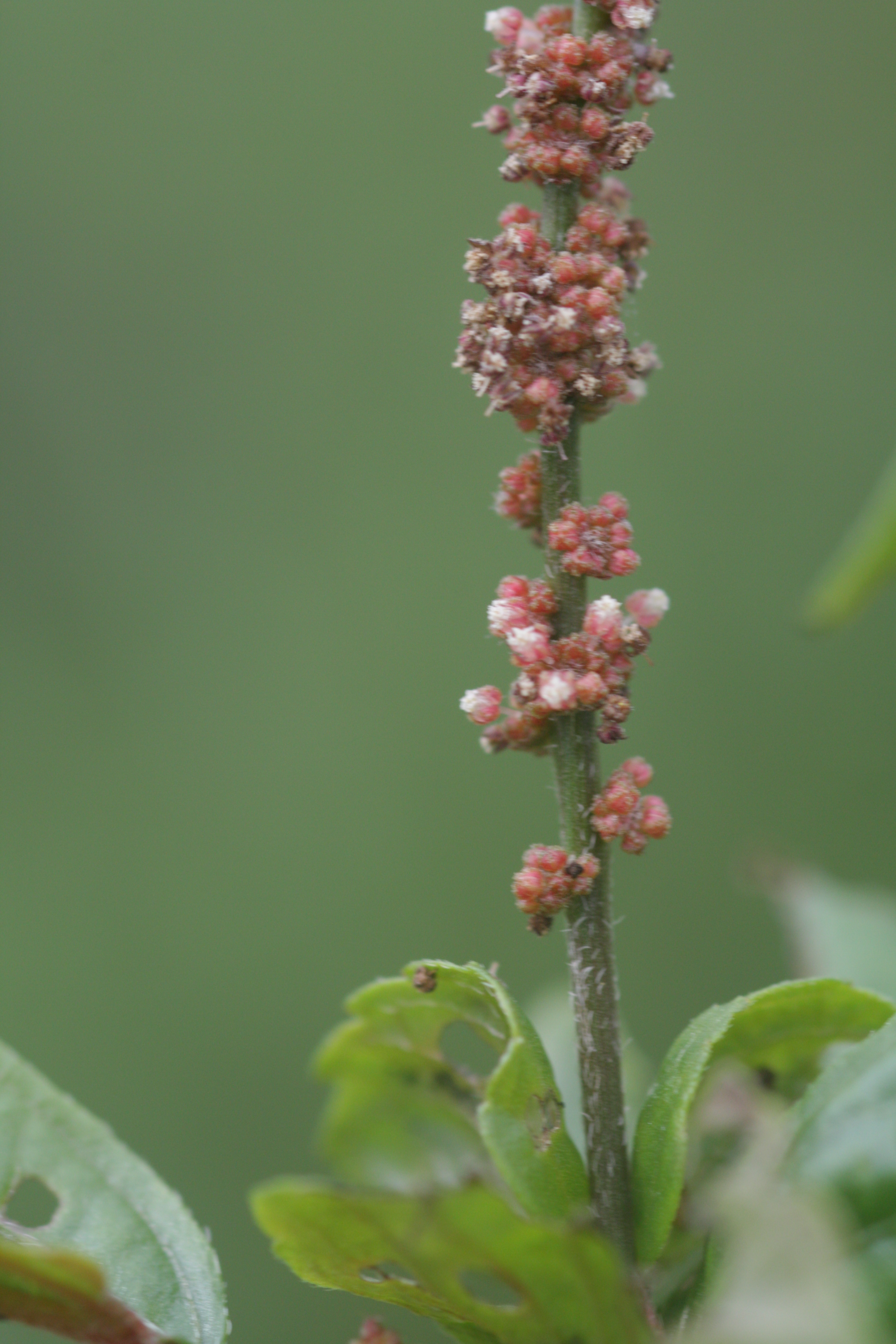
Inflorescencia

## Descripción
Acalypha australis es una planta herbácea anual, con un crecimiento de 20-50 centímetros de altura. Sus hojas son oblongas a lanceoladas de 3-9 cm de largo, 1-5 cm de ancho y nacen en pecíolos de 2-6 cm de largo. Las flores son axilares (a veces terminales) en panículas , formando inflorescencias de 15-50 mm de largo. Tiene 1-3 flores femeninas y 5-7 flores masculinas por bráctea; las flores femeninas tienen tres sépalos, mientras que las flores masculinas tienen cuatro.

## Distribución y hábitat
La distribución de A. australis cubre toda China, (excepto Mongolia Interior y Xinjiang) y partes de Japón, Corea, Laos, Filipinas, el este de Rusia y Vietnam. La especie también se ha introducido en Nueva York, el norte de Australia (Queensland a Victoria ) y el este de la India.
En su área de distribución natural,A. acalypha crece en pastizales y cultivos a una altitud de 100-1200 m, o excepcionalmente hasta los 1900 metros.

## Propiedades
La planta contiene el principio activo emodina.

## Taxonomía
Acalypha australis fue descrito por L. y publicado en Species Plantarum 2: 1004. 1753.
Etimología
Acalypha: nombre genérico que deriva del griego antiguo akalephes = ("ortiga"), en referencia a que sus hojas son semejantes a ortigas.
australis: epíteto latíno   que significa "del sur, austral".
Sinonimia
- Acalypha chinensis Roxb.
- Acalypha gemina (Lour.) Spreng.
- Acalypha gemina var. lanceolata Hayata
- Acalypha lanceolata Wall.
- Acalypha pauciflora Hornem.
- Acalypha pauciflora var. glareosa Rupr.
- Acalypha sessilis Poir.
- Acalypha virgata Thunb.
- Meterana dimidiata Raf.
- Ricinocarpus australis (L.) Kuntze
- Urtica gemina Lour.[9]